# Middleburg Heights
Middleburg Heights é uma cidade localizada no estado norte-americano do Ohio, no Condado de Cuyahoga.

## Demografia
Segundo o censo norte-americano de 2000, a sua população era de 15.542 habitantes.
Em 2006, foi estimada uma população de 15.237, um decréscimo de 305 (-2.0%).

## Geografia
De acordo com o United States Census Bureau tem uma área de 20,9 km², dos quais 20,9 km² cobertos por terra e 0,0 km² cobertos por água.

## Localidades na vizinhança
O diagrama seguinte representa as localidades num raio de 8 km ao redor de Middleburg Heights.